# Catedral de Puno
La Catedral de Puno (también conocida como Basílica Catedral de Puno, Basílica Menor de Puno, o simplemente Catedral basílica de San Carlos Borromeo) es la principal catedral barroco en la ciudad homónima. Está bajo propiedad de la Iglesia católica, y fue declarada como Patrimonio Histórico Cultural de la Nación del Perú en 1972.

## Galería

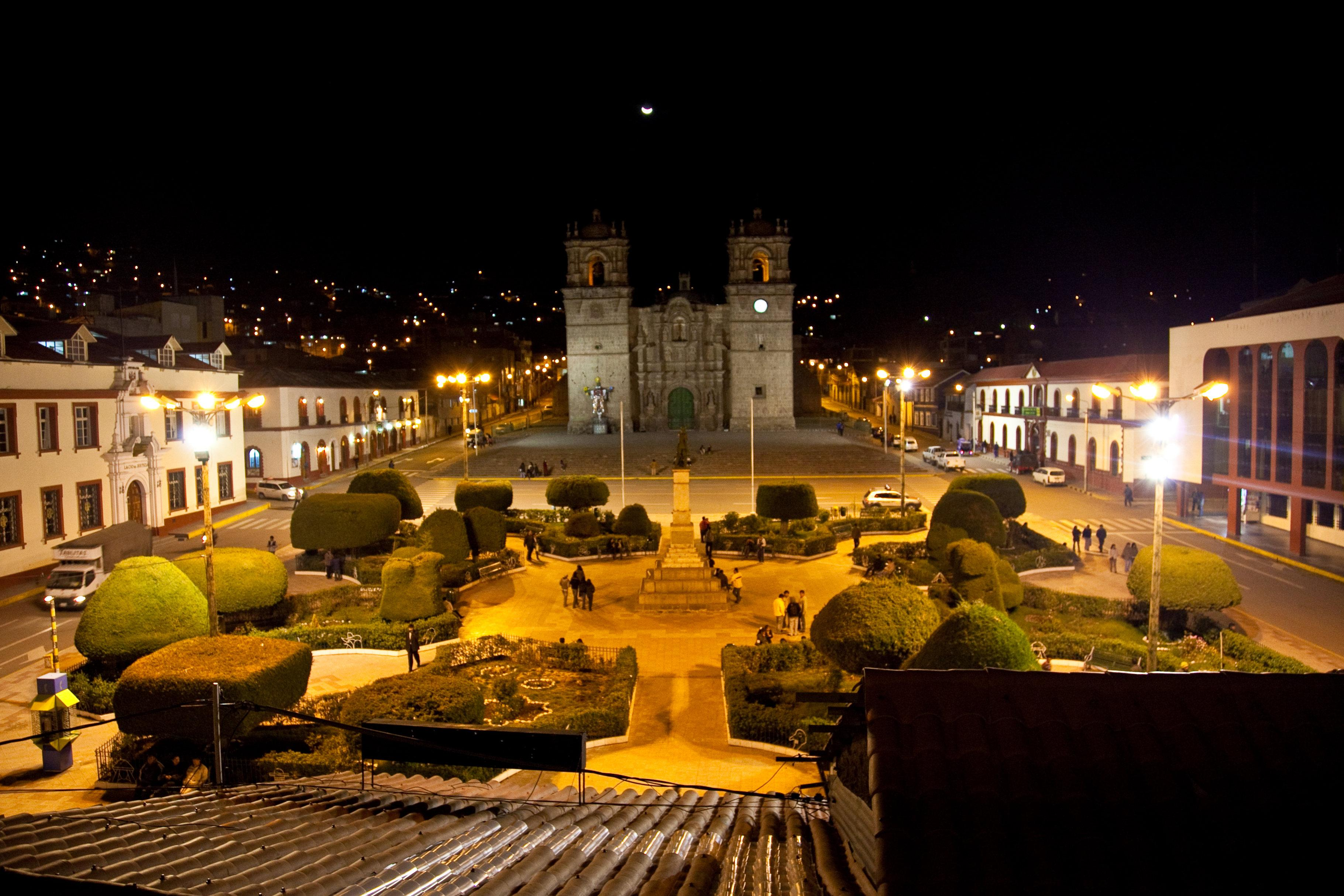
Plaza Republicana de Puno.
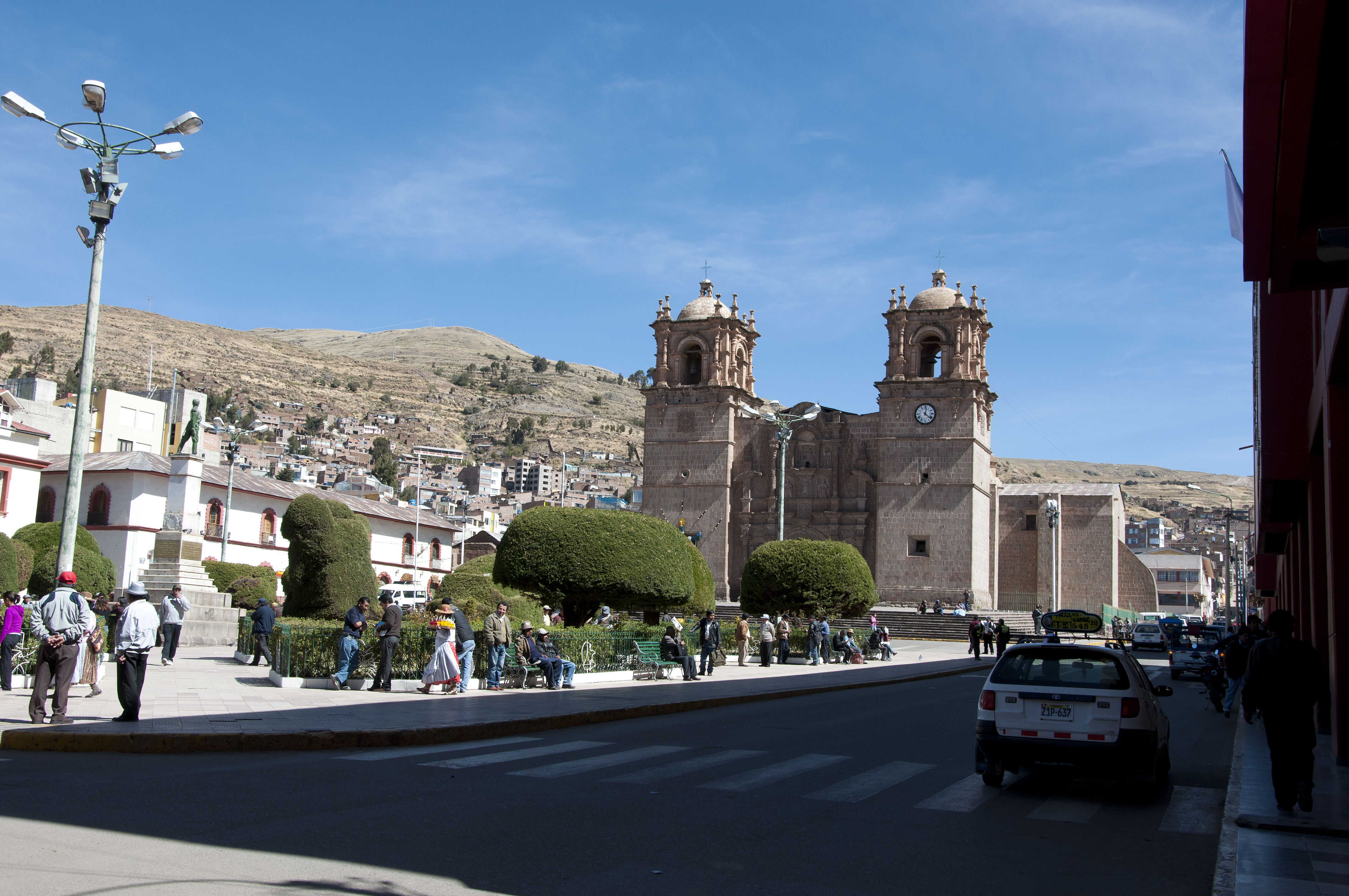
Plaza de Armas de Puno.
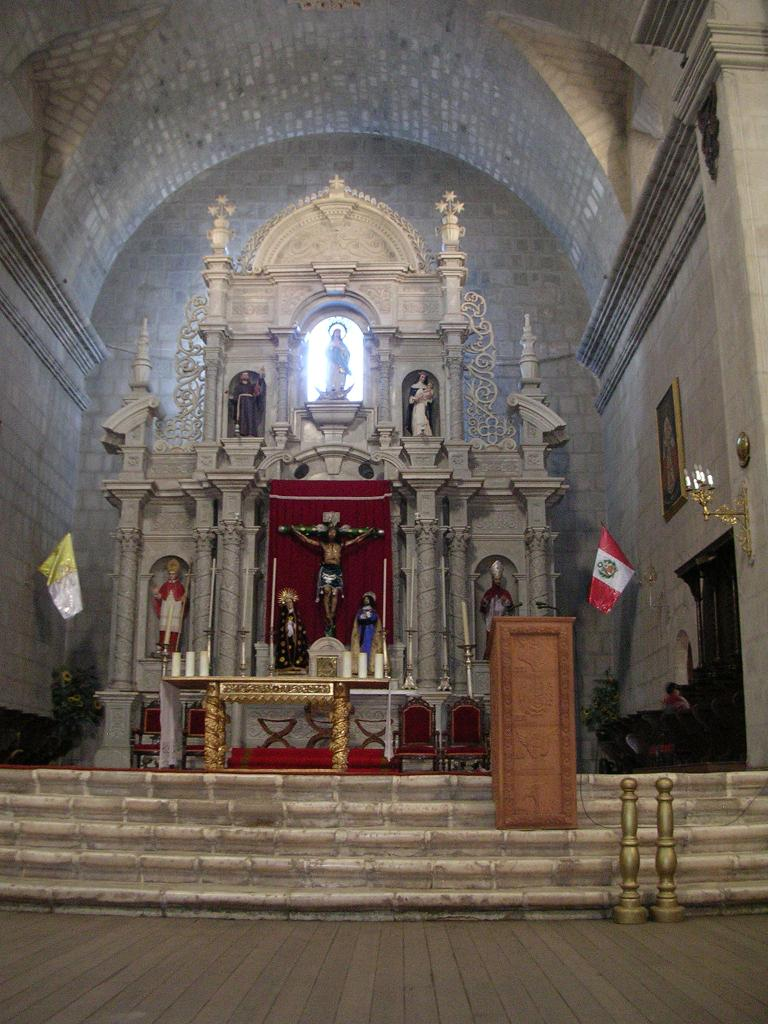
Vista del interior de la Catedral de Puno.